# Hanbō
L'hanbō (半棒 : はんぼう), letteralmente "mezzo bastone", è un bastone da combattimento usato nelle arti marziali, che misura 90 centimetri di lunghezza, l'esatta metà del bō, come il nome suggerisce.
L'arte marziale che si focalizza sull'utilizzo dell'hanbō è chiamata hanbōjutsu (半棒術, arte o tecnica dell'hanbō).

## Storia
Secondo la storia giapponese, l'hanbō venne inventato da Kuriyama Ukon, quando, combattendo contro Suzuki Tangonokami nella battaglia di Nagashino (28 giugno 1575), la sua naginata venne spezzata. Secondo l'aneddoto che descrive questa storia, Kuriyama continuò a combattere con il solo bastone rimastogli nelle mani, lungo circa 90 centimetri.